# Pies descalzos, sueños blancos
«Pies descalzos, sueños blancos» es una canción escrita e interpretada por la cantante y compositora colombiana Shakira, incluida originalmente en su álbum debut, Pies descalzos (1995). Fue lanzada como el tercer sencillo del álbum a inicios de 1996 y años más tarde fue incluida en el DVD de la cuarta gira internacional de Shakira, Tour Fijación oral (2007).

## Información de la canción
"Pies descalzos, sueños blancos" es una canción pop-rock que fue escrita por la cantautora colombiana Shakira y producida por Luis Fernando Ochoa. Habla acerca de todas las reglas habidas y por haber que el ser humano ha inventado desde que Adán y Eva mordieran el fruto prohibido. Realizando tanto en su lírica como en el vídeo musical, un sarcasmo de la sociedad moderna. Lanzando así una denuncia social a los clichés que la humanidad ha impuesto.
Existe también una versión en portugués de esta canción, llamada "Pés Descalços, Sonhos Brancos".

## Versiones
- «Pies Descalzos, Sueños Blancos» (Álbum Versión) 3:26
- «Pies Descalzos, Sueños Blancos» (Versión Portuguesa) 3:58
- «Pies Descalzos, Sueños Blancos» (A capela Latina Mix) 4:56
- «Pies Descalzos, Sueños Blancos» (Memê's Radio Mix) 4:05
- «Pies Descalzos, Sueños Blancos» (Memê's Super Club Mix) 8:43
- «Pies Descalzos, Sueños Blancos» (The Timbalero Dub'97) 6:40
- «Pies Descalzos, Sueños Blancos» (Meme’s Super Club Mix Short Version) 7:25

## Video musical
El vídeo musical fue dirigido por el argentino Gustavo Garzón, grabado en México. En él se ve una fiesta de la alta sociedad con máscaras, las cuales podrían interpretarse como una burla hacia esa sociedad, la cual no ve o no quiere ver más allá de sus ojos, ocultando quienes son en realidad. Una puerta se abre y aparece Shakira cantando, mientras rotan imágenes irónicas de las reglas impuestas por la sociedad y que las personas han ido creando desde el pasado hasta hoy.

## Interpretaciones
«Pies descalzos, sueños blancos» es la décima canción más cantada de su carrera artística, y la segunda más cantada de su álbum Pies descalzos.

## Posicionamiento en las listas
| Brasil         | Billboard Brasil          | 3  |
| Colombia       | Colombia Singles Charts   | 1  |
| Estados Unidos | Billboard Latin Pop Songs | 11 |
| Venezuela      | Venezuela Top 100         | 5  |